# Ormosia monticola
Ormosia monticola är en tvåvingeart som först beskrevs av Osten Sacken 1869.  Ormosia monticola ingår i släktet Ormosia och familjen småharkrankar. Inga underarter finns listade i Catalogue of Life.